# Dragutin Savin
Dragutin Savin, hrvaški skladatelj, dirigent, režiser in scenograf, * 29. september 1915, Split, Dalmacija, † 3. januar 1996, Split, Dalmacija.

## Življenje
Odraščal je v Dubrovniku, kjer je dobil prve glasbene napotke. Nato je bil v Splitu učenec skladatelja Josipa Hatzeja, glasbeno akademijo je opravil v Zagrebu kot študent Frana Lhotke in Krsta Odaka.
Leta 1947 je postal dirigent osiješke Opere, v letih 1961-1971 je bil njen ravnatelj.
Delo
Komponiral je glasbo za različne jugoslovanske filme (npr. H-8, Dvojni obroč, Poišči Vando Kos, Sreča pride ob devetih ...). 
Spisal je tudi opero Šentflorjanci in balet Balada (1954).